# Nebenkosten
Nebenkosten sind allgemein jene Kosten, die aus wirtschaftlichen oder rechtlichen Gründen neben einem Hauptaufwand anfallen.

## Allgemeines
Der Begriff der Nebenkosten hat in den unterschiedlichen Fachgebieten und dort wiederum teilweise je nach der Sicht des Verwenders oder gesetzlicher Regelungen einen anderen Begriffsinhalt. Nebenkosten können eine große Bedeutung im Vergleich zu den Hauptkosten erlangen, so dass ihr verharmlosendes Präfix möglicherweise irreführend sein kann.

## Bauwesen
Da im Bauwesen der Verkehrswert nur das fertige Gebäude zum Gegenstand hat, ist Grundlage der Kostenplanung in Deutschland die DIN 276, die in der Kostengruppe 7 die unterschiedlichen Baunebenkosten ausweist. Eine ihrer Untergruppen sind die Architekten- und Ingenieurleistungen, wobei die leistenden Architekten und Ingenieure nach HOAI diese Nebenkosten bei ihrer Honorarberechnung nicht berücksichtigen dürfen. Es entspricht der Vielschichtigkeit des Begriffes, wenn in einer Honorarberechnung wiederum Nebenkosten nach § 14 HOAI auftauchen, z. B. für Vervielfältigung und Reisen. Baunebenkosten sind gemäß § 16 Abs. 3 BelWertV insbesondere Kosten für Bauplanung, Bauausführung, behördliche Prüfungen und Genehmigungen.

## Mietnebenkosten
Im deutschen Mietrecht sind Nebenkosten Ausgaben, die dem Eigentümer (Vermieter) regelmäßig durch die Bewirtschaftung eines Gebäudes oder einer Wohnung entstehen. Aus Sicht des Mieters stehen die Nebenkosten der sogenannten Kaltmiete gegenüber. In Deutschland werden nach der Betriebskostenverordnung die umlagefähigen Betriebskosten von den nicht umlagefähigen Bewirtschaftungskosten unterschieden. Bei vermieteten Wohnräumen können nur die Betriebskosten entsprechend der Betriebskostenverordnung auf den Mieter umgelegt werden, sofern dies zwischen den Vertragsparteien vereinbart ist (§ 556 Abs. 1 Satz 1 BGB). Die Vertragsparteien können auch vereinbaren, dass Betriebskosten als Pauschale oder als Vorauszahlung ausgewiesen werden. Vorauszahlungen für Betriebskosten dürfen nur in angemessener Höhe vereinbart werden und können nach einer Abrechnung auf eine angemessene Höhe angepasst werden (§ 560 Abs. 4 BGB).
Über die Vorauszahlungen für Betriebskosten ist jährlich abzurechnen; dabei ist der Grundsatz der Wirtschaftlichkeit zu beachten (§ 556 Abs. 3 BGB). Die Abrechnung ist dem Mieter spätestens bis zum Ablauf des zwölften Monats nach Ende des Abrechnungszeitraums mitzuteilen. Nach Ablauf dieser Frist ist die Geltendmachung einer Nachforderung (Nachzahlung) durch den Vermieter ausgeschlossen, es sei denn, der Vermieter hat die verspätete Geltendmachung nicht zu vertreten.
Sind die ausgestellten Nebenkostenabrechnungen fehlerhaft, kann nach § 556 Abs. 3 BGB innerhalb eines Zeitraums von einem Jahr nach Erhalt des Berichtes Widerspruch eingelegt werden. Neben dem häufigen Fehler, dass der Vermieter die Abrechnung nicht rechtzeitig zustellt (hierfür stehen ihm in der Regel 12 Monate nach Ablauf des Abrechnungszeitraums zu), sind oftmals auch Kostenbestandteile aufgeführt, die laut Mietvertrag nicht berechnet werden dürfen. So hat der Bundesgerichtshof im Juli 2015 entschieden, dass in einer Nebenkostenabrechnung keine pauschalierten Verwaltungskosten für leerstehende Wohnungen aufgeführt werden dürfen. Durch die TKG-Novelle vom 1. Dezember 2021 fällt spätestens zum 1. Juli 2024 das Nebenkostenprivileg für die Mieter in Mehrfamilienhäuser. Die Kosten für den Kabelanschluss dürfen somit nicht mehr in den Mietnebenkosten dem Mieter in Rechnung gestellt werden. Dies betrifft auch die Umlagefähigkeit für die Kosten der Gemeinschaftsantennenanlage nach § 2 Nr. 15a Betriebskostenverordnung.
Steigende Nebenkosten erhöhen bei Privathaushalten – ceteris paribus – die Mietbelastungsquote und damit für den Vermieter das Risiko eines Mietausfalls.

## Personalwesen
Im Personalwesen gibt es die Lohnnebenkosten und Sozialkosten, die zusätzlich zu den Lohnkosten anfallen. Sie beruhen auf Gesetz, Tarifvertrag oder freiwilliger Zahlung durch den Arbeitgeber und kommen dem Arbeitnehmer unmittelbar („direkte Lohnnebenkosten“) oder mittelbar über Dritte („indirekte Lohnnebenkosten“) zugute. Lohnnebenkosten und Sozialkosten sind scharf voneinander zu trennen und keine Synonyme.

## Rechnungswesen
Zu den Nebenkosten des Geldverkehrs gehören alle Aufwendungen, die weder Zinsaufwand noch (für den Zahlungsempfänger) einen Zinsertrag darstellen. Als solche Nebenkosten kommen Bankgebühren wie Kontoführungsgebühr, Buchungspostengebühr oder Rücklastschriftgebühr in Betracht. Auch Geldbeschaffungskosten zur Kreditfinanzierung werden hier erfasst wie etwa die Gerichtskosten oder Notargebühren für die Grundschuldeintragung.
In der Kostenrechnung wird der Begriff Nebenkosten teilweise verwendet, um Kosten zu bezeichnen, die von den Herstellkosten unterschieden werden; verbreiteter ist aber die Bezeichnung fixe Kosten; siehe auch Deckungsbeitrag.

## Wirtschaft
Zu den Anschaffungskosten gehören gemäß § 255 Abs. 1 HGB auch die Anschaffungsnebenkosten. Im Finanzwesen wird die Transparenz der Finanzierungskosten durch Finanzierungsnebenkosten wie Bearbeitungsgebühren, Provisionen, Restschuldversicherungen und anderes mehr verschleiert. Da aber der größte Teil dieser Nebenkosten bei gewerbs- oder geschäftsmäßig tätigen Kreditgebern gemäß § 16 PAngV in den effektiven Jahreszins einzubeziehen ist, kann der Verbraucher Kostenvergleiche vornehmen. Besonders umfangreich sind die Nebenkosten beim Grundstückskauf.

## Wertermittlung
Bei der Wertermittlung von Immobilien können nach der Wertermittlungsverordnung die Betriebskosten den Bewirtschaftungskosten hinzugerechnet werden. Maßstab ist hier die Minderung des Ertrags. Diese Sicht gilt in Deutschland nur, wenn eine Wertermittlung nach dem im Baugesetzbuch geschützten Begriff des Verkehrswertes erfolgt.

## International
Auch in der Schweiz stellt sich für Mieter die Frage, ob die berechneten Kosten als Nebenkosten gelten können. Nach Art. 257a OR sind die Nebenkosten das Entgelt für die Leistungen des Vermieters oder eines Dritten, die mit dem Gebrauch der Sache zusammenhängen. Der Mieter muss die Nebenkosten nur bezahlen, wenn er dies mit dem Vermieter besonders vereinbart hat. Bei Wohn- und Geschäftsräumen sind die Nebenkosten die gemäß Art. 257b OR tatsächlichen Aufwendungen des Vermieters für Leistungen, die mit dem Gebrauch zusammenhängen, wie Heizungs-, Warmwasser- und ähnliche Betriebskosten, sowie für öffentliche Abgaben, die sich aus dem Gebrauch der Sache ergeben. Nicht zu den Nebenkosten gehören Unterhalts-, Reparatur- und Verwaltungskosten, Grundgebühren der Wasserkosten, die unabhängig vom Verbrauch anfallen und an den Wert der Liegenschaft gekoppelt sind, Gebühren für Regenwasser, Grundgebühren für Abwasser, die unabhängig vom Verbrauch anfallen und an den Wert der Liegenschaft gekoppelt sind oder die Gebäudeversicherung.
Vermieter dürfen in Österreich Wassergebühren und Kosten der Wassermesserkontrolle, Rauchfangkehrerkosten (Schornsteinfegergebühren), Kosten der Unratentfernung und für Schädlingsbekämpfung, allgemeine Stromkosten wie für die Beleuchtung des Treppenhauses (Stiegenhaus), Versicherungsprämien, Grundsteuer, Hausreinigungskosten und solche für Gemeinschaftsanlagen oder Verwaltungshonorare in Rechnung stellen.